# Louis Bolk Instituut
Het Louis Bolk Instituut is een organisatie met een antroposofische achtergrond voor advies en onderzoek ten behoeve van de ontwikkeling van duurzame landbouw, voeding en gezondheid. Het in 1976 opgerichte instituut is vernoemd naar de anatoom Louis Bolk en is gevestigd in Bunnik.
Het instituut ziet de natuur als bron voor kennis van het leven. Vanuit de visie dat processen en elementen samenhangen, werkt het met een systeembenadering en multidisciplinaire teams. Onderzoeksthema's bevinden zich op het terrein van natuurinclusieve landbouw, dierenwelzijn, bodem, biodiversiteit, plantenveredeling, economie, klimaat, voeding en alternatieve geneeswijzen.
Het instituut werkt samen met zijn Afrikaanse partnerorganisatie Agro Eco-Louis Bolk Institute in Accra,  Ghana. 